# Octomeria schultesii
Octomeria schultesii är en orkidéart som beskrevs av Guido Frederico João Pabst. Octomeria schultesii ingår i släktet Octomeria och familjen orkidéer. Inga underarter finns listade i Catalogue of Life.